# Gefechte um Tulagi und Gavutu-Tanambogo
Tulagi und Gavutu-Tanambogo – Savo Island – Tenaru – Ost-Salomonen – Bloody Ridge – Operationen am Fluss Matanikau – Cape Esperance – Henderson Field – Santa-Cruz-Inseln – Matanikau-Offensive – Koli Point – Carlsons Patrouille – Guadalcanal – Tassafaronga – Mount Austen – Rennell Island – Operation Ke – Operation Cleanslate
Die Gefechte um Tulagi und Gavutu-Tanambogo waren eine Reihe von Kämpfen zwischen Einheiten der Kaiserlich-Japanischen Marine und des United States Marine Corps, das dabei Unterstützung von kleineren Kontingenten der Australian Defence Force erhielt. Sie fanden vom 7. bis zum 9. August 1942 im Zuge des Pazifikkriegs statt und stellten den alliierten Eröffnungsangriff für die Operation Watchtower, die Schlacht um die Insel Guadalcanal, dar.
Während der Gefechte landeten die amerikanischen Marines unter dem Kommando von Generalmajor Alexander A. Vandegrift erfolgreich auf den Inseln Tulagi, Florida, Gavutu und Tanambogo, die Marineinfanteristen der japanischen Marine unter trägergestützten amerikanischen Luftangriffen im Mai 1942 besetzt hatten. Die Japaner waren sowohl materiell als auch numerisch klar unterlegen, traten aber zur Verteidigung des von ihnen errichteten Marine- und Wasserflugzeugstützpunkts an. Bis auf einige wenige Gefangene kamen sie hierbei ums Leben.
Parallel zu den Landungen auf Tulagi, Florida und Gavutu-Tanambogo landeten alliierte Truppen auf der nah gelegenen Insel Guadalcanal, um das dort im Aufbau befindliche japanische Flugfeld zu erobern. Diese Landungen stießen, im Vergleich zu denen auf Tulagi und Gavutu-Tanambogo, auf keinen Widerstand. Die Landungen auf Tulagi und auf Guadalcanal leiteten die insgesamt sechs Monate dauernde Schlacht um Guadalcanal ein, in deren Verlauf es zu einer Reihe von Land-, Luft- und Seeschlachten in den Gewässern und auf den Inseln der Salomonensee kam.

## Hintergrund und amerikanische Operationsvorbereitungen
Am 7. Dezember 1941 eröffnete das Japanische Kaiserreich mit dem einen Angriff ohne Kriegserklärung auf die US-Pazifikflotte in Pearl Harbor den Krieg gegen die Vereinigten Staaten. Dieser Angriff zerstörte oder beschädigte einen großen Teil der dort vor Anker liegenden US-Schlachtflotte. Die hauptsächlichen Ziele der japanischen Führung für diesen Krieg bestanden darin, die amerikanische Flotte und die alliierten Truppen im ganzen Pazifik zu neutralisieren, rohstoffreiche Gebiete zu erobern und strategisch wichtige Positionen dauerhaft zu besetzen, um das japanische Kaiserreich sowohl im asiatischen Raum als auch im Pazifik zu schützen. Zur Unterstützung dieser Ziele griffen japanische Verbände unmittelbar nach dem Luftangriff auf Pearl Harbor die Philippinen, Burma, Thailand, Britisch-Malaya, Singapur, Niederländisch-Indien, Wake, die Gilbertinseln, Neubritannien und Guam an. Ein Großteil der angegriffenen Gebiete konnte durch die japanischen Truppen erobert werden, wodurch die Alliierten während dieser Invasion Südostasiens schwere Verluste erlitten. Nahezu alle rohstoffreichen Gebiete und mehrere wichtige feindliche Stützpunkte wurden von den Japanern besetzt.

### Strategische Bedeutung Tulagis
Die Salomonen waren nur wenig kolonialisiert worden. Insgesamt befanden sich dort nur 500 Europäer, 200 Chinesen und 97.700 Einheimische, die sich auf wenige Siedlungen verteilten. Europäische Siedler hatten vor allem Guadalcanal und die umliegenden Inseln wegen des ungesunden Klimas gemieden. Tulagi, ein britischer Verwaltungsposten, bot sich als natürlicher Ankerplatz an, weshalb die Royal Navy 1914 erwogen hatte, hier einen Flottenstützpunkt zu errichten. Dennoch war Tulagi kaum ausgebaut worden, sodass sich dort nur wenige kleinere Piers und Lagerhäuser befanden. Instandsetzungsmöglichkeiten oder Nachschubstationen gab es nicht. Trotzdem war Tulagi der einzig bedeutende Ankerplatz auf den Salomonen. Zu Beginn des Krieges im Pazifik lagen die Prioritäten der japanischen Streitkräfte zunächst weiter nordwestlich, wo sie Rabaul als wichtigsten Stützpunkt ausbauten. Lediglich am 22. Januar 1942 bombardierten sie Tulagi und das benachbarte Gavutu, wo 20 australische Soldaten und eine Abteilung Seeflugzeuge stationiert waren. Kurz darauf verließen die europäischen Einwohner zum größten Teil die Insel.

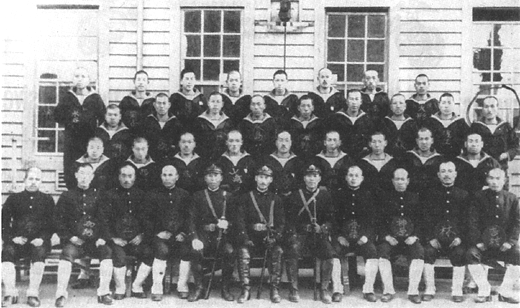
Offiziere und Unteroffiziere der 3. Kure-Spezial-Landungskräfte, welche Tulagi im Mai 1942 besetzten und während der alliierten Rückeroberung beinahe vollkommen aufgerieben wurden (Foto vom 17. Februar 1942).

Im Frühjahr 1942 drangen die Japaner weiter über die Salomonen nach Südosten vor (→ Operation MO). Sie erhofften sich dadurch, gute Ausgangsbasen und Flugplätze für ihre weiteren Operationen gegen Neuguinea, Fidschi, Neukaledonien und die Samoainseln zu sichern, die sie brauchten, um die Verbindung zwischen Australien und Nordamerika zu unterbrechen. Als Teil dieses Plans wurden Tulagi und Gavutu am 1. Mai noch einmal bombardiert und am 4. Mai von der 3. Kure-Speziallandungseinheit (第3呉海軍特別陸戦隊, Dai san Kure Kaigun Tokubetsu Rikusentai) unter Konteradmiral Shima Kiyohide eingenommen. Gleichzeitig besetzten sie ebenso kampflos die in unmittelbarer Umgebung gelegenen Inseln Gavutu, Tanambogo und Florida und errichteten dort Posten. Bereits am folgenden Tag flogen alliierte Verbände Luftangriffe auf Tulagi (→ Schlacht im Korallenmeer), wobei zwei japanische Zerstörer, ein Transportschiff und mehrere kleinere Wasserfahrzeuge versenkt wurden. Kurz darauf setzte im Juni 1942 die Niederlage in der Schlacht um Midway den mittelfristigen Plänen der Japaner zum Vorstoß nach Süden ein Ende.
Dennoch besaßen die Basen auf Tulagi sowie die im Bau befindlichen Stützpunkte auf Guadalcanal noch immer große Bedeutung für das japanische Oberkommando. Zum einen konnte die dort stationierte Seeflieger-Abteilung benutzt werden, um Neuguinea in die Hand zu bekommen und dort Luftangriffe auf Port Moresby zu fliegen. Zum anderen stellten sie auch wichtige Außenposten zum Schutz von Rabaul dar, von denen aus die japanischen Operationen im Westen abgeschirmt werden konnten. Bis August hatten die Japaner etwa 900 Soldaten auf Tulagi und den nahen Inseln sowie 2.800 koreanische und japanische Arbeiter auf Guadalcanal stationiert.

### US-amerikanische Offensivplanungen

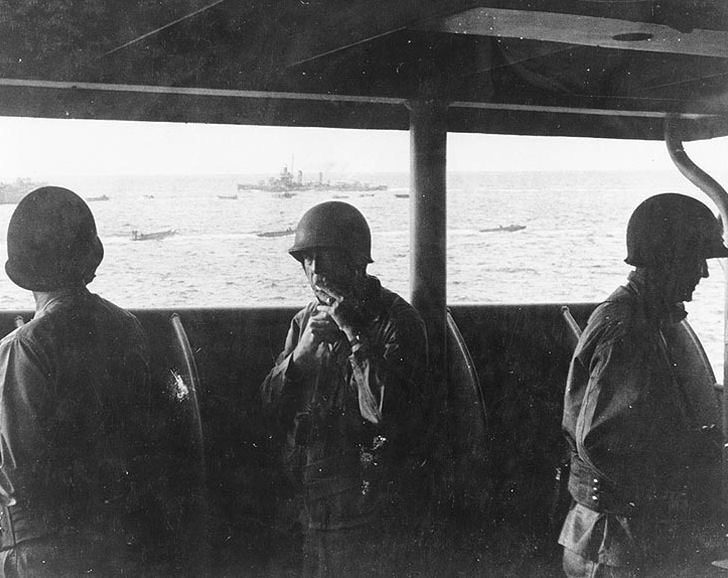
Brigadegeneral Rupertus (Mitte) überwacht von seinem Kommandoschiff aus die Angriffe auf Tulagi, Gavutu und Tanambogo während im Hintergrund Landungsboote und ein amerikanischer Zerstörer kreuzen (Aufnahme vom 7. oder 8. August 1942)

Nach den entscheidenden Siegen im Korallenmeer und bei Midway war es den Vereinigten Staaten möglich, die Initiative zu übernehmen und eine eigene Offensive an einer Position ihrer Wahl im Pazifik durchzuführen. Die Alliierten waren sich über die japanischen Aktivitäten auf Tulagi im Klaren und wurden Anfang Juli 1942 weiter beunruhigt, als die Japaner bei Lunga Point auf der nahen Insel Guadalcanal ein großes Flugfeld zu errichten begannen. Der amerikanische Generalstab wählte daher für diese erste alliierte Offensive des Pazifikkrieges die Salomonen und bei diesen besonders die südlichen Inseln Guadalcanal und die Florida Islands aus. Der alliierte Plan zum Angriff auf die südlichen Salomonen stammte vom Oberbefehlshaber der US-Flotte, Admiral Ernest J. King. Er begründete seine Wahl damit, dass es den Japanern nicht gestattet werden könne, die südlichen Salomonen als Basis zur Bedrohung der Versorgungsrouten zwischen den Vereinigten Staaten und Australien zu nutzen. Weiter sollte die Offensive als Startpunkt für einen Feldzug zum Ausschalten der japanischen Basis in Rabaul sowie zur Unterstützung der Schlacht um Neuguinea dienen. Fernziel war es, den Weg zur Rückeroberung der Philippinen zu ebnen. Admiral Chester W. Nimitz, Oberbefehlshaber der alliierten Streitkräfte im Pazifik, richtete hierzu die South Pacific Area (SOPAC) unter dem Befehl von Vizeadmiral Robert L. Ghormley ein, welche die Offensive gegen die Salomonen koordinieren sollte.
Zur Vorbereitung der Offensive erhielt Generalmajor Alexander A. Vandegrift im Mai 1942 die Anweisung, mit der unter seinem Befehl stehenden 1. US-Marineinfanteriedivision von den Vereinigten Staaten aus nach Neuseeland zu verlegen. Weitere alliierte Land-, Luft- und Seestreitkräfte wurden zur Einrichtung von Stützpunkten nach Fidschi, Neukaledonien und Samoa verlegt. Espiritu Santo in den Neuen Hebriden wurde als Hauptquartier und Hauptbasis für die bevorstehende Offensive ausgewählt, die den Codenamen Operation Watchtower bekam und deren Startdatum inzwischen auf den 7. August gelegt worden war. Der erste Planungsentwurf sah nur die Eroberung von Tulagi und den Santa-Cruz-Inseln unter Auslassung von Guadalcanal vor. Nachdem alliierte Aufklärungsmissionen das im Bau befindliche japanische Flugfeld entdeckt hatten, wurde der Plan um dessen Eroberung erweitert und die Besetzung der Santa-Cruz-Inseln vorerst verworfen.

## Die Kämpfe um die Inseln

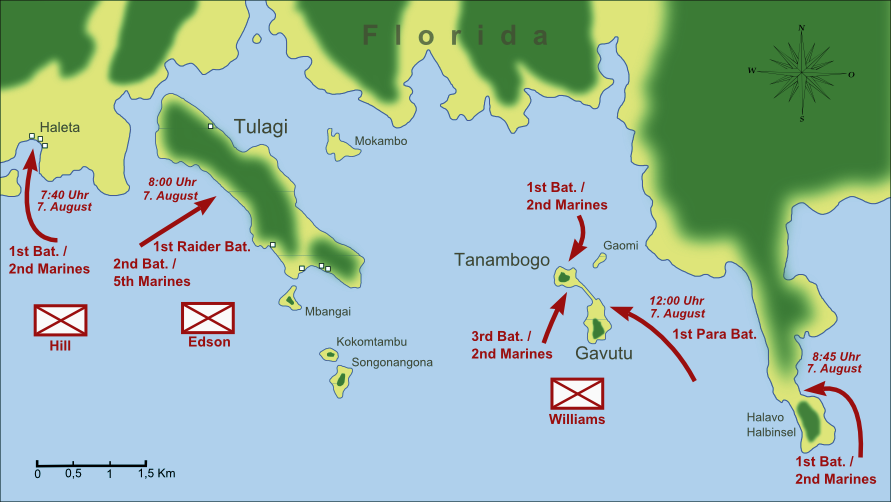
Übersichtskarte über die US-amerikanischen Landungen auf den Florida Islands am 7./8. August 1942

Die alliierte Watchtower-Expeditionsstreitmacht, bestehend aus 75 amerikanischen und australischen Kriegs- und Transportschiffen, wurde zum 26. Juli nahe Fidschi zusammengezogen und führte dort eine Übungslandung durch, bevor sie am 31. Juli in Richtung Guadalcanal aufbrach. Vandegrift war der Oberbefehlshaber über die großteils aus US-Marines bestehenden, etwa 16.000 Bodentruppen, die an den Landungen beteiligt waren und führte persönlich den Angriff auf Guadalcanal. Den Befehl über die etwa 3.000 Marines, die auf Tulagi, Florida, Gavutu und Tanambogo landen sollten, hatte Brigadegeneral William H. Rupertus inne, der sein Hauptquartier auf dem Transportschiff USS Neville einrichtete.
Aufgrund von schlechtem Wetter von den Japanern unbemerkt, konnte sich die alliierte Flotte bis zum Morgen des 7. August in der Umgebung Guadalcanals positionieren. Nachdem sie den feindlichen Funkverkehr abgefangen hatten, starteten die Japaner bei Tagesanbruch ein Aufklärungsflugzeug, das den Gegner aufspüren sollte. Die Landungsflotte wurde in zwei Teile aufgeteilt, von denen einer Kurs auf Guadalcanal nahm, während der andere Tulagi, Florida und Gavutu-Tanambogo ansteuerte. Flugzeuge des Flugzeugträgers Wasp griffen die Inseln erstmals an und zerstörten dabei 15 Flugboote an ihren Ankerplätzen. Einige der Flugboote waren bereits voll besetzt und wärmten ihre Motoren als Vorbereitung für den Start auf, was bei ihrer Zerstörung die Verwundung und den Tod der Besatzungen und einer Anzahl an Bodenpersonal zur Folge hatte.
Der leichte Kreuzer San Juan und die Zerstörer Monssen und Buchanan beschossen die geplanten Landungsstellen auf Tulagi und Florida. Um den Angriff auf Tulagi und Gavutu-Tanambogo zu decken, landeten um 07:40 Uhr Marines vom 1st Battalion des 2nd Regiment auf Florida, wo sie auf keinerlei Feinde stießen. Geführt wurden sie dabei von einigen Australiern, wie Leutnant Frank Stackpool, die mit der Topographie der Florida Islands vertraut waren, da sie dort früher gelebt und gearbeitet hatten. Dies war wichtig, da dichter Mangrovenbewuchs an weiten Strandabschnitten Landungen erheblich erschwerte.

### Landung auf Tulagi

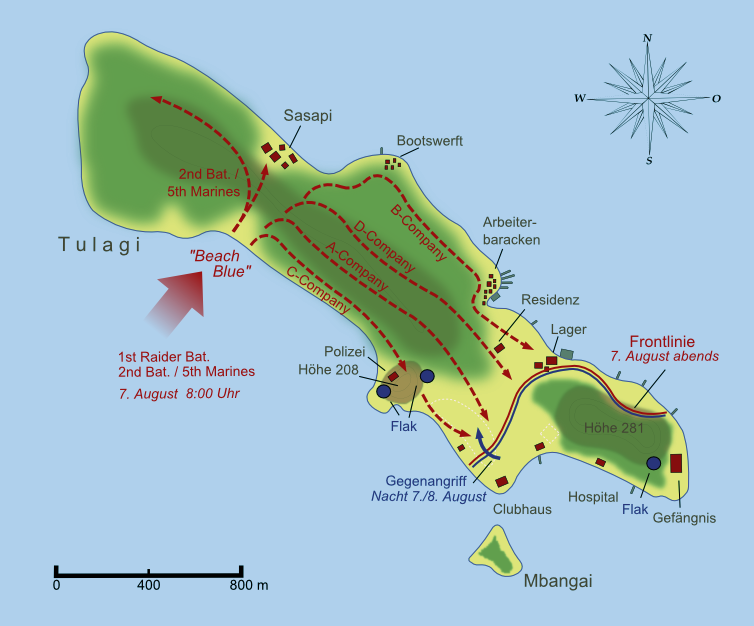
Landung und Gefechte auf Tulagi (7./8. August 1942)

Am 7. August um 8 Uhr gingen das 1st Raider Battalion unter Oberstleutnant Merritt A. Edson und das 2nd Battalion, 5th Marines an der Westküste Tulagis, etwa in der Mitte der länglich geformten Insel an Land und stießen dabei auf keine Gegenwehr. Da vor der Küste gelegene Korallenbänke die Landungsboote daran hinderten, bis auf den Strand zu fahren, mussten die Marines durch das seichte Wasser waten. Bei der Durchquerung dieser etwa 100 m breiten Wasserfläche wurden sie von den japanischen Besatzern Tulagis nicht gestört, die die Landung unvorbereitet traf. Etwa zu dieser Zeit schickten die japanischen Truppen, bestehend aus einer Einheit der 3. Kure Kaigun Tokubetsu Rikusentai und einigen Angehörigen der Yokohama Air Group unter dem Kommando von Kapitänleutnant Miyazaki Shigetoshi, eine Funknachricht an ihren Vorgesetzten, Kapitänleutnant Yamada Sadayoshi in Rabaul. In dieser Nachricht meldeten sie, dass sie angegriffen und daher ihre Ausrüstung und Unterlagen vernichten würden. Sie schlossen damit, dass der Feind mit überwältigender Stärke angriffe und sie daher ihre Positionen bis zum letzten Mann verteidigen würden. Hierfür befahl Suzuki Masaaki, Kommandeur des 3. Kure, seinen Soldaten, bereits früher eingerichtete Verteidigungspositionen zu besetzen.
Die Marines des 2nd Battalion sicherten, ohne auf Gegenwehr zu stoßen, den Nordwesten Tulagis und stießen anschließend zum 1st Raider Battalion, das auf das südöstliche Inselende vorstieß. Während sie den Tag über langsam weiter vorrückten, vernichteten die Marines einige isolierte japanische Verteidigungsstellungen. Gegen Nachmittag verlegte Suzuki seine Hauptverteidigungslinie auf eine vom US-Kommando als Hill 280 benannte Erhebung sowie in einen nahegelegenen Hohlweg am südöstlichen Ende der Insel. In einigen Quellen wird dieser Hügel auch als Hill 281 bezeichnet. Die Verteidigung an dieser Position bestand aus zahlreichen, in den Kalkstein gegrabenen Höhlen und von Sandsackbarrikaden geschützten Maschinengewehrnestern. Die Marines erreichten diese Verteidigungsstellungen kurz vor Sonnenuntergang, zogen sich beim Anblick dieser aber für die Nacht in defensive Positionen zurück, da das Tageslicht für eine erfolgreiche Eroberung nicht mehr ausreichte.

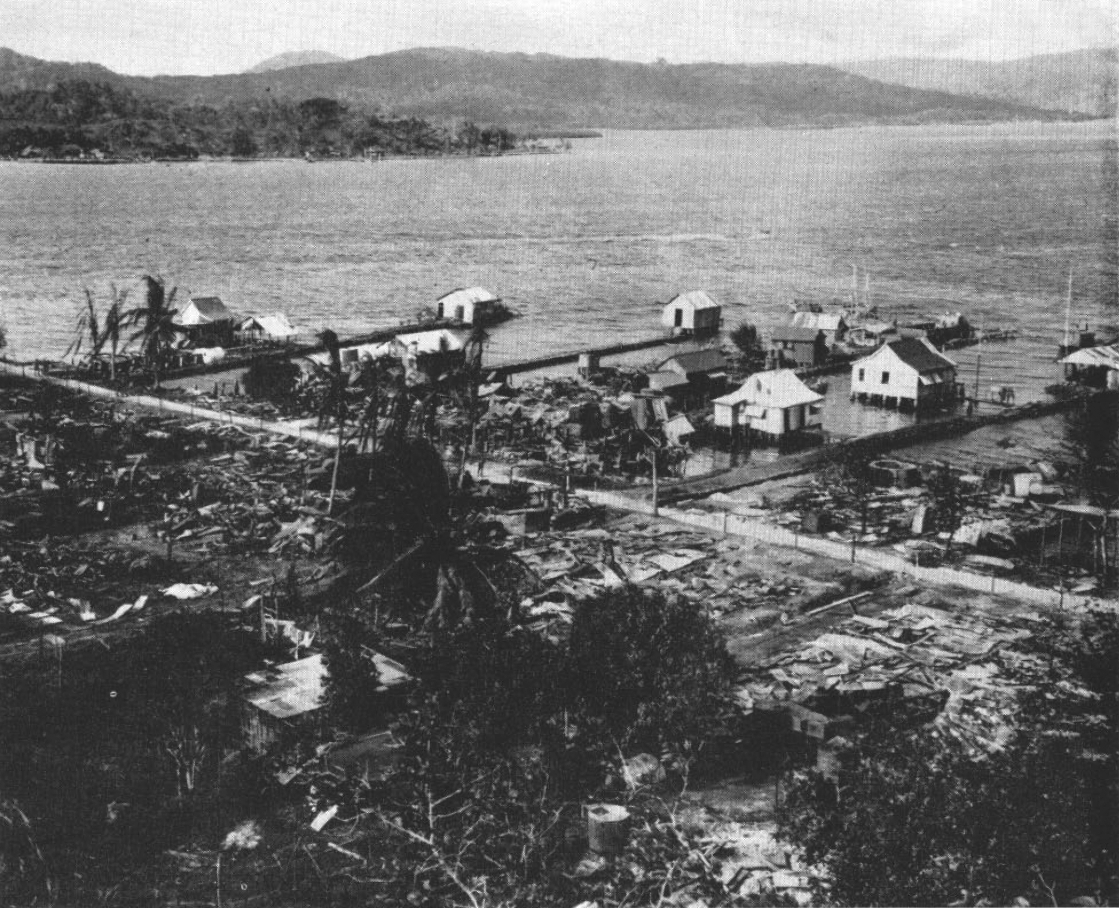
Durch Bomben zerstörte Docks auf Tulagi

Im Verlauf der Nacht griffen die Japaner die amerikanischen Verteidigungslinien ab 22:30 Uhr insgesamt fünfmal an. Die Attacken bestanden aus Frontalangriffen, unterstützt durch die Versuche kleinerer Gruppen, zwischen den einzelnen amerikanischen Posten durchzudringen, was teilweise zum Nahkampf führte. Zeitweise konnten die Japaner die feindlichen Linien durchbrechen und ein Maschinengewehr erbeuten, konnten bald darauf aber zurückgeworfen werden. Mit einigen weiteren Verlusten gelang es den Marines für den Rest der Nacht, ihre Linien zu halten. Der US-Marinesoldat Edward H. Ahrens soll bei dieser Verteidigung insgesamt 13 Japaner getötet haben, bevor er selbst fiel, wofür er posthum mit dem Navy Cross ausgezeichnet wurde.
Bei Tagesanbruch des 8. August erschossen sechs japanische Soldaten, die sich bei den Angriffen der vergangenen Nacht im ehemaligen britischen Kolonialhauptquartier der Insel versteckt hatten, drei Marines. Beim darauf folgenden Kampf um das Gebäude wurden alle sechs Japaner getötet. Später am Morgen erhielten die Marines Verstärkung durch das 2nd Battalion, 2nd Marines und umstellten anschließend den Hill 280 und den Hohlweg. Den Morgen über beschossen sie die japanischen Positionen mit Mörserfeuer und gingen anschließend gegen zwei Stellungen vor. Die japanischen Höhlen und befestigten Stellungen wurden dabei durch den Einsatz von improvisierten Sprengladungen ausgeschaltet. Der koordinierte japanische Widerstand endete im Verlauf des Nachmittags des 8. Augusts, versprengte Reste der Japaner wurden innerhalb der nächsten Tage ausgeschaltet. Bei den Gefechten um Tulagi fielen insgesamt 307 Japaner und 45 Amerikaner, drei japanische Soldaten gerieten in Gefangenschaft.

### Landung auf Gavutu und Tanambogo

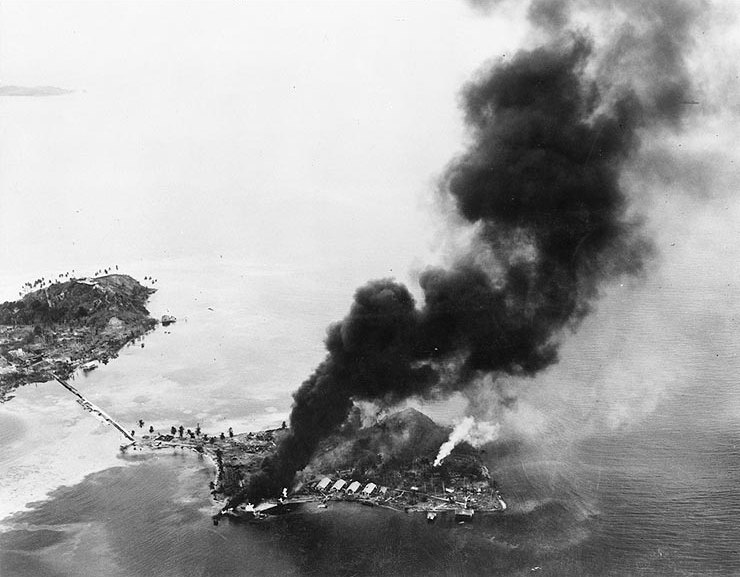
Luftaufnahme von den Kämpfen auf Tanambogo (vorne) und Gavutu (hinten) vom 7. August 1942; gut zu erkennen der Verbindungsdamm zwischen beiden Inseln

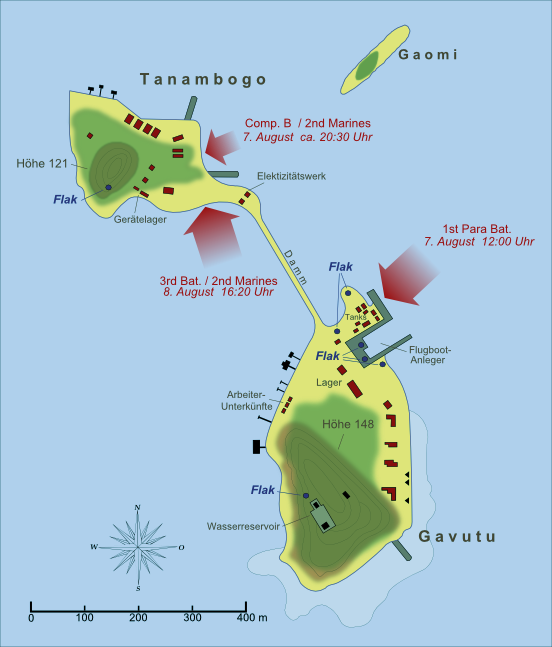
Landungen auf Gavutu und Tanambogo 7./8. August 1942

Auf den nahe Tulagi gelegenen Inseln Gavutu und Tanambogo befand sich eine Basis für Flugboote, die von 536 Angehörigen der Yokohama Air Group und der 3. Kure Kaigun Tokubetsu Rikusentai sowie japanischen und koreanischen Zivilarbeitskräften der 14. Baueinheit betrieben und bewacht wurde. Die beiden Inseln bestehen hauptsächlich aus Korallenaufschüttungen und sind über einen etwa 500 m langen natürlichen Damm miteinander verbunden. Die Erhöhungen auf Gavutu und Tanambogo bekamen von den Alliierten die Bezeichnungen Hill 148 und Hill 121, was dem jeweils höchsten Punkt über dem Meeresspiegel in Fuß entspricht und eine Höhe von etwa 45 beziehungsweise 37 m ergibt. Die Japaner hatten auf beiden Inseln starke Verteidigungsstellungen errichtet und eine Reihe von Bunkern und Höhlen in den Hängen der Hügel errichtet. Da die beiden Inseln jeweils in Schussweite zueinander liegen, war es den Japanern möglich, sich gegenseitiges Deckungsfeuer zu geben. Die Amerikaner gingen fälschlicherweise davon aus, dass Gavutu und Tanambogo nur von etwa 200 Arbeitern und Marinesoldaten besetzt sei.
Um 12:00 Uhr des 7. August griffen 397 Mann des U.S. Marine 1st Parachute Battalion Gavutu an. Im Gegensatz zum Angriff auf Tulagi war der Angriff auf Gavutu in die Mittagszeit gelegt worden, da nicht genügend Flugzeuge zur Verfügung standen, um die Landungen auf Guadalcanal, Florida, Tulagi und Gavutu parallel gegen feindliche Luftangriffe zu decken. Das vorangehende Seebombardement hatte den Flugbootanleger beschädigt, den die anlandenden Marines für ihre Zwecke nutzen sollten. Daher mussten die Landungsboote die Soldaten an einem nahegelegenen Strand anlanden, der nur wenig Deckung bot. Maschinengewehrfeuer der Japaner verwundete oder tötete noch während der Landung ein Zehntel der Amerikaner, bevor diese den Strand überqueren und im Inland Deckung suchen konnten.
Den überlebenden Marines gelang es schließlich, zwei Browning-M1919-Maschinengewehre in Stellung zu bringen, mit denen die japanischen Stellungen unter Sperrfeuer genommen und den Amerikanern ein weiterer Vorstoß ermöglicht wurde. Während sie Deckung suchten, zerstreuten sich die amerikanischen Kräfte und wurden durch anhaltendes Feindfeuer in ihren Positionen festgesetzt. Auf Tanambogo befahl Bataillonskommandeur George Stallings, die japanischen Maschinengewehrnester unter Mörser- und Maschinengewehrfeuer zu nehmen. Kurz darauf griffen amerikanische Sturzkampfbomber Tanambogo an und konnten einige der feindlichen Stellungen dabei vernichten.
Auf Gavutu erreichten und erkletterten die Marines nach etwa zwei Stunden Hill 148. Von seiner Spitze aus begannen sie, die verbliebenen japanischen Stellungen an den Hügelflanken hauptsächlich durch den Einsatz von Granaten und Sprengladungen auszuräumen. Von der Hügelspitze aus konnten die Marines zusätzlich Tanambogo unter Feuer nehmen. Bevor die Amerikaner den Angriff auf Tanambogo starteten, bat Major Miller General Rupertus per Funk um weitere Verstärkungen.
Die meisten der etwa 240 japanischen Verteidiger auf Tanambogo waren Flug- und Wartungspersonal der Yokohama Air Group. Rupertus reagierte auf die Anfrage nach Verstärkungen, indem er eine Kompanie des 1st Battalion 2nd Marine Regiment von Florida Island in das Kampfgebiet verlegte, um den Angriff auf Tanambogo zu unterstützen. Die Bedenken seines Stabes, dass eine Kompanie nicht ausreichen werde, ignorierte Rupertus dabei. Da die amerikanischen Befehlshaber davon ausgingen, dass Tanambogo nur leicht verteidigt werde, ließen sie die zusätzliche Kompanie kurz nach Einbruch der Nacht des 7. Augusts direkt auf Tanambogo anlanden. Beim Anfahren der Insel wurden die Besatzungen der fünf Landungsboote durch dort lodernde Feuer geblendet und gerieten unter heftiges Abwehrfeuer, wodurch viele der Männer fielen oder verwundet wurden. Drei der Boote wurden schwer beschädigt. Da er seine Position für unhaltbar hielt, befahl der amerikanische Kompanieführer den noch intakten Booten mit seinen verwundeten Männern, die Insel zu verlassen, während er und zwölf weitere Soldaten, die bereits am Strand angelandet waren, sich über den Verbindungsweg nach Gavutu retteten. Im Verlauf des gesamten 7. August hatten die japanischen Verteidiger auf Tanambogo zehn Gefallene zu beklagen, während die Amerikaner bei ihrem Angriff 84 Mann verloren, darunter 30 Gefallene.

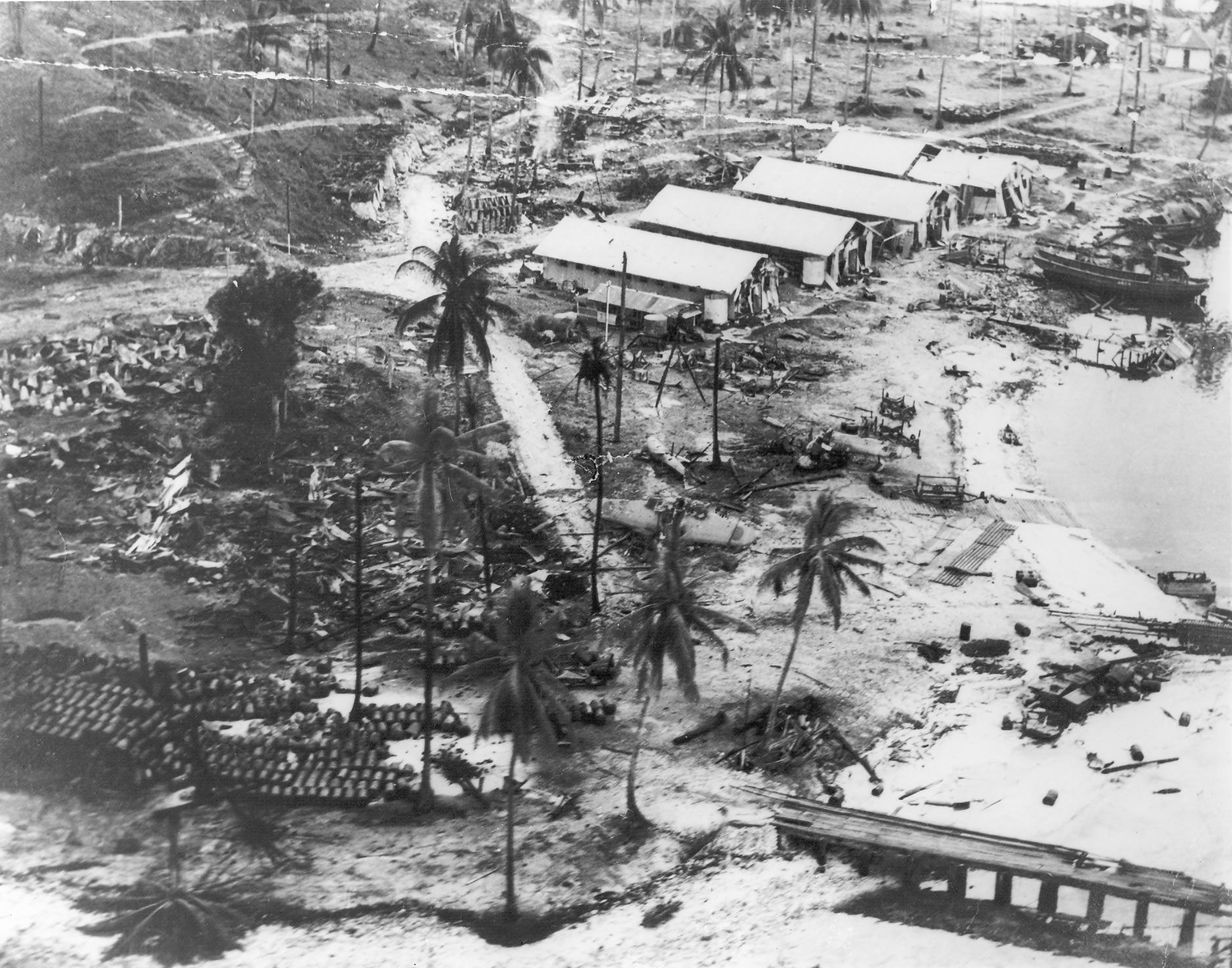
Zerstörte Dockanlagen auf Tanambogo nach den Gefechten

Während der Nacht starteten die Japaner im Schutze eines Gewitters auf Gavutu mehrere vereinzelte Attacken, während Vandegrift die Verlegung weiterer Verstärkungen für den nächsten Angriff auf Tanambogo plante. Zu diesem Zweck wurde das 3rd Battalion 2nd Marines verständigt, das sich noch auf seinen Transportschiffen befand und den amerikanischen Vorstoß auf Guadalcanal unterstützen sollte.
Das 3rd Battalion begann am 8. August ab etwa 10:00 Uhr auf Gavutu zu landen und die Vernichtung der letzten japanischen Positionen auf der Insel zu unterstützen, was bis etwa 12:00 Uhr abgeschlossen werden konnte. Anschließend bereitete sich das Battalion für den Angriff auf Tanambogo vor. Zur Vorbereitung dessen wurden trägergestützte Sturzkampfbomberangriffe und Beschuss durch Schiffsartillerie angefordert. Nachdem zwei Flieger fälschlicherweise Bomben auf die Amerikaner auf Gavutu abgeworfen und dabei vier Marines getötet hatten, wurden die Luftangriffe abgebrochen. Die USS San Juan beschoss Tanambogo für etwa 30 Minuten. Ab 16:15 Uhr begann ein kombinierter Angriff auf Tanambogo über den Damm zwischen den Inseln und eine zusätzliche amphibische Landung, die zwei M3-Stuart-Panzer zur Unterstützung anlandete. Einer der Panzer verlor bei seinem Vorstoß ins Landesinnere zwischenzeitlich den Kontakt zur unterstützenden Infanterie und geriet in eine Umzingelung japanischer Soldaten, deren Feuer zwei Mann seiner Besatzung tötete, bevor die Marines die restliche Besatzung befreien konnten. Später fanden die Marines insgesamt 42 japanische Leichen um das ausgebrannte Panzerwrack, darunter den befehlshabenden Offizier der Yokohama Air Group und mehrere Piloten. Ein Gefangener, der an der Attacke beteiligt gewesen war, berichtete später, dass sein Befehlshaber, Korvettenkapitän Katsuta Saburo auf den Panzer geklettert sei, bevor er den Blickkontakt zu ihm verloren hatte.
Im Verlaufe des Tages vernichteten die Marines bei langsamem Vormarsch methodisch jede japanische Stellung, die sie fanden und zerstörten so bis etwa 21:00 Uhr die meisten. Während der Nacht griffen einige überlebende Japaner wiederholt erfolglos die amerikanischen Stellungen an, was teilweise in Nahkämpfen endete. Bis zum Nachmittag des 9. August endete der letzte japanische Widerstand auf Tanambogo.

### Landungen auf Guadalcanal
Im Gegensatz zu Tulagi, Gavutu und Tanambogo erfuhren die Landungen auf Guadalcanal erheblich geringeren Widerstand. Am 7. August um 09:10 Uhr landete General Vandegrift mit etwa 11.000 US-Marines an der Küste Guadalcanals zwischen Koli Point und Lunga Point. Beim Vormarsch auf Lunga Point stellte sich den Amerikanern außer unwegsamem Regenwaldgelände kein Widerstand entgegen, sodass sie bei Anbruch der Nacht etwa 1.000 Meter vor dem japanischen Flugfeld campierten. Am nächsten Tag rückten die Marines, erneut bei nur geringem Widerstand, auf den Lunga River vor und sicherten gegen 16 Uhr des 8. August den Flugplatz. Die Bautrupps der japanischen Marine hatten ihren Stützpunkt zu diesem Zeitpunkt bereits geräumt und dabei sowohl Versorgungsgüter als auch unbeschädigtes Baumaterial und Maschinen zurückgelassen.

## Folgen

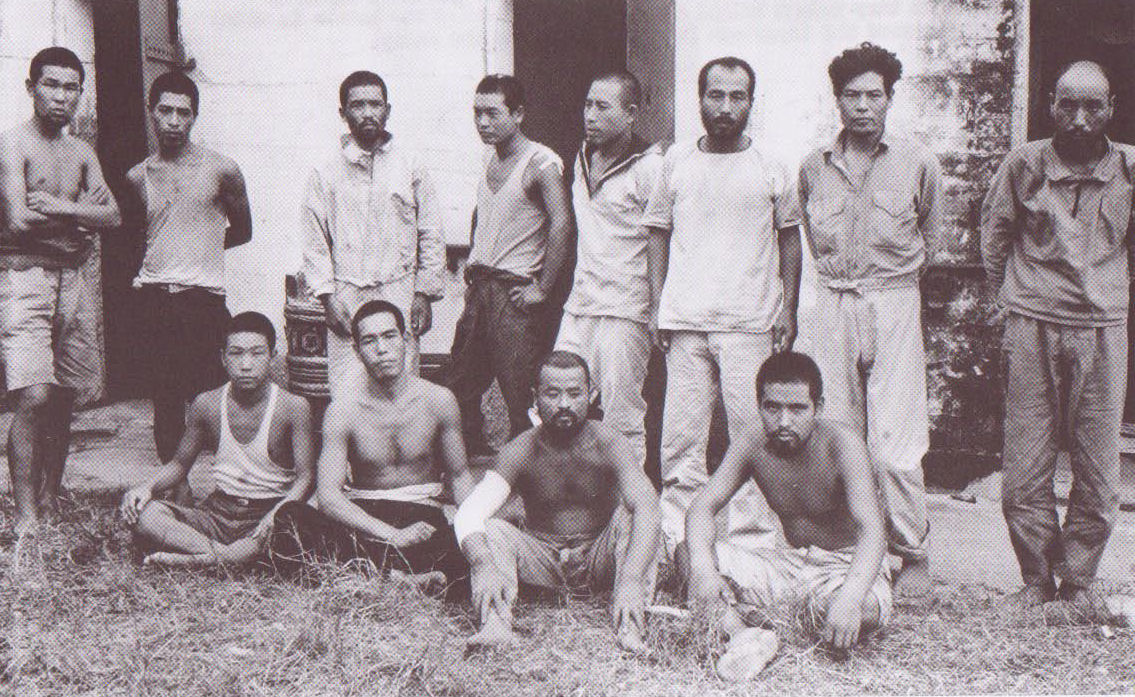
Einige der wenigen japanischen und koreanischen Gefangenen, die während der Kämpfe um Tulagi, Gavutu und Tanambogo gemacht wurden

Während der Gefechte gelang es etwa 80 Japanern, schwimmend von Tulagi und Gavutu-Tanambogo nach Florida Island zu entkommen und sich zu verstecken. Sie alle fielen innerhalb der nächsten zwei Monate bei Gefechten mit der British Solomon Islands Protectorate Defence Force, die gezielt Jagd auf diese Soldaten machte.
Die Alliierten wandelten Tulagi, das über einen der besten natürlichen Häfen im Südpazifik verfügt, in einen Marinestützpunkt und eine Tankstation um, was die Japaner in ihrer Besatzungszeit bereits begonnen hatten. Während der Operation Watchtower und der Eroberung der restlichen Salomonen diente Tulagi als ein wichtiger Stützpunkt für die alliierten Marineoperationen in der Salomonensee. Da die Japaner während des gesamten Verlaufs von Watchtower bei Nacht die Gewässer um Guadalcanal kontrollierten, suchten viele alliierte Schiffe bei Sonnenuntergang Zuflucht im Hafen von Tulagi. Schiffe, die in den Seegefechten in der Umgebung Guadalcanals zwischen August und Dezember 1942 beschädigt wurden, liefen häufig zuerst Tulagi für notdürftige Reparaturen an, bevor sie die nächsten Werften anliefen.
Später stationierte die Navy zusätzlich PT-Schnellboote bei Tulagi, die den so genannten Tokyo Express, mit dem die Japaner Nachschub und Verstärkungen nach Guadalcanal brachten, unterbrechen sollten. Abgesehen von einigen Garnisonstruppen und Baumannschaften verlegten die meisten der US-Marines, die Tulagi und die anderen Florida Islands erobert hatten, nach Guadalcanal, wo alle weiteren Landgefechte der Operation Watchtower stattfanden. Dort verteidigten sie den von den Alliierten eroberten Flugplatz bei Lunga Point, der später Henderson Field genannt wurde.
Zum Gedenken an die Kämpfe erhielt der 1943 in Dienst gestellte Geleitflugzeugträger Tulagi seinen Namen. Er wurde nach dem Krieg bereits 1946 wieder außer Dienst gestellt und abgewrackt.